# Tongue Bay
Tongue Bay (schottisch-gälisch: Tunga) ist eine Bucht im Norden Schottlands. Sie liegt in der ehemaligen Grafschaft Sutherland in der Council Area Highland. Die Bucht ist etwa 4 km breit und reicht circa 3 km ins Landesinnere hinein. An ihrem landseitigen Ende geht die Bucht über in den wesentlich flacheren Kyle of Tongue, der nochmals etwa 10 km ins Landesinnere hineinreicht. Die Bucht, der Kyle of Tongue und das umliegende Gelände bilden eine der 40 schottischen National Scenic Areas.
In der Bucht befinden sich die drei unbewohnten Rabbit Islands. Unmittelbar vor der Bucht liegt die Insel Eilean nan Ròn, was so viel wie Insel der Seehunde bedeutet. Eilean nan Ròn ist heute ebenfalls unbewohnt, beherbergte aber bis 1938 eine kleine Ansiedlung, von der noch heute Ruinen zu sehen sind.
Die Umgebung der Tongue Bay ist sehr dünn besiedelt. Mit dem westlich der Bucht gelegenen Dorf Talmine, das nur aus wenigen Gehöften besteht, befindet sich lediglich eine kleinere Ansiedlung in Ufernähe. Bei Talmine liegt auch der einzige nennenswerte Sandstrand der Bucht. Die meisten anderen Küstenabschnitte zeigen sich als Felsenküste.